# Clymene-Delfin

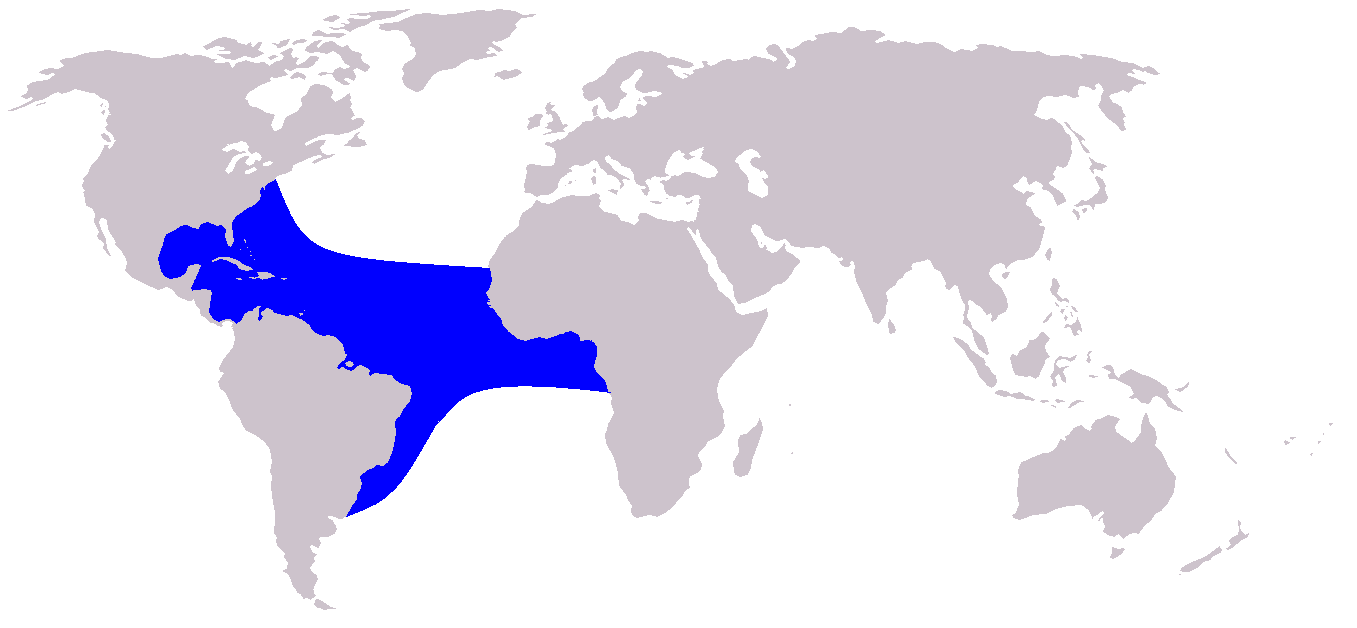
Verbreitungskarte des Clymene-Delfins

Der Clymene-Delfin (Stenella clymene) ist eine Delfinart aus der Gattung der Fleckendelfine (Stenella), die im Atlantischen Ozean endemisch vorkommt.
Die Art ist nach Klymene, einer Okeanide aus der griechischen Mythologie, benannt.

## Merkmale
Der Clymene-Delfin sieht dem Ostpazifischen Delfin sehr ähnlich und auf See, wo sich die zwei Arten in großen Gruppen vermischen, sind sie nicht zu unterscheiden. Von nahem ist es möglich zu beobachten, dass die Schnauze des Clymene-Delfins etwas kürzer ist als bei seinem Verwandten. Die Rückenflosse ist auch weniger aufgerichtet und dreieckig. 
Die Grundfarbe ist „Wal-Neapolitan“ – sie besteht aus drei schattierten Schichten. Die Unterseite hat eine weiß-rosa Farbe. Als Nächstes kommt ein hellgrauer Streifen, der gerade über die Schnauze verläuft, rings um jede Seite des Auges, dann zurück zum Schwanzende, in dem sich das Band verdickt. Die obere Schicht, von der Stirn zur Rückenflosse und weiter zur Oberseite der Schwanzwurzel, ist ein dunkles Grau. Die Schnauze, die Lippen und die Brustflossen sind ebenfalls dunkelgrau.
Clymene-Delfine werden bis zwei Meter lang und 75–80 kg schwer. Es gibt keine Zahlen für die Größe von Neugeborenen. Schwangerschafts-, Säugungs-, Entwicklungszeiten und die maximale Lebensdauer sind unbekannt. Sie sollten aber kaum von denen anderer Arten der Gattung Stenella abweichen.
Es sind ziemlich aktive Delfine, die sich der Länge nach drehen können, wenn sie aus dem Wasser springen, aber nicht mit solcher Regelmäßigkeit und Komplexität wie der Ostpazifische Delfin. Die Nahrung sind wahrscheinlich kleine Fische und Kalmare. Gruppengrößen schwanken von einigen wenigen Tieren bis zu großen Schulen, die bis zu 500 Individuen zählen.

## Verbreitung
Der Clymene-Delfin kommt nur im tropischen und subtropischen Atlantischen Ozean vor. Die Grenzen seines Verbreitungsgebiets sind immer noch nicht genau geklärt, besonders im Süden. Die nördliche Verbreitungsgrenze läuft ungefähr von New Jersey Ost-Süd-Ost zum südlichen Marokko. Die südliche Grenze läuft ungefähr von Angola nach Rio de Janeiro. Die Art bevorzugt zweifellos mäßige und tropische Gewässer mit großer Tiefe. Viele Sichtungen sind im Golf von Mexiko gemacht worden. Die Art wurde noch nicht im Mittelmeer gesichtet.
Die Gesamtpopulation ist unbekannt, eine Schätzung für den Nordteil des Golfs von Mexiko beträgt 5.500 Individuen. Die Art könnte im Vergleich zu anderen der Gattung Stenella seltener sein.

## Menschen und Clymene-Delfine
Die Art interagiert kaum mit dem Menschen. Einige Individuen wurden durch die direkte Fischerei in der Karibik getötet, andere in Netzen vor West-Afrika.

## Taxonomie
Von seiner Entdeckung von John Gray im Jahr 1850 bis zu seiner Neubestimmung 1981 wurde der Clymene-Delfin für eine Unterart des Ostpazifischen Delfins (Stenella longirostris) gehalten. Perrin et al. erklärte ihn 1981 zu einer eigenen Art. Eine im Januar 2014 publizierte Untersuchung kommt zu dem Ergebnis, dass der Clymene-Delfin durch Hybridisierung des Ostpazifischen mit dem Blau-Weißen Delfin (S. coeruleoalba) entstand.